# Brian Redman

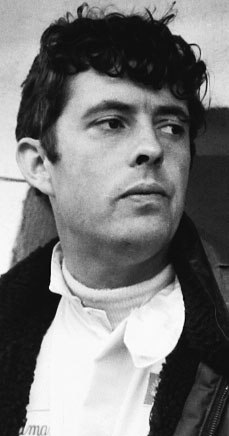
Brian Redman

Brian Herman Thomas Redman (Colne, Lancashire, 9 maart 1937) is een voormalig Brits Formule 1-coureur. Tussen 1968 en 1974 nam hij deel aan 15 Grands Prix voor de teams Cooper, Williams, Surtees, McLaren, BRM en Shadow Racing Cars en scoorde hierin 1 podium en 8 punten.